# Medovina

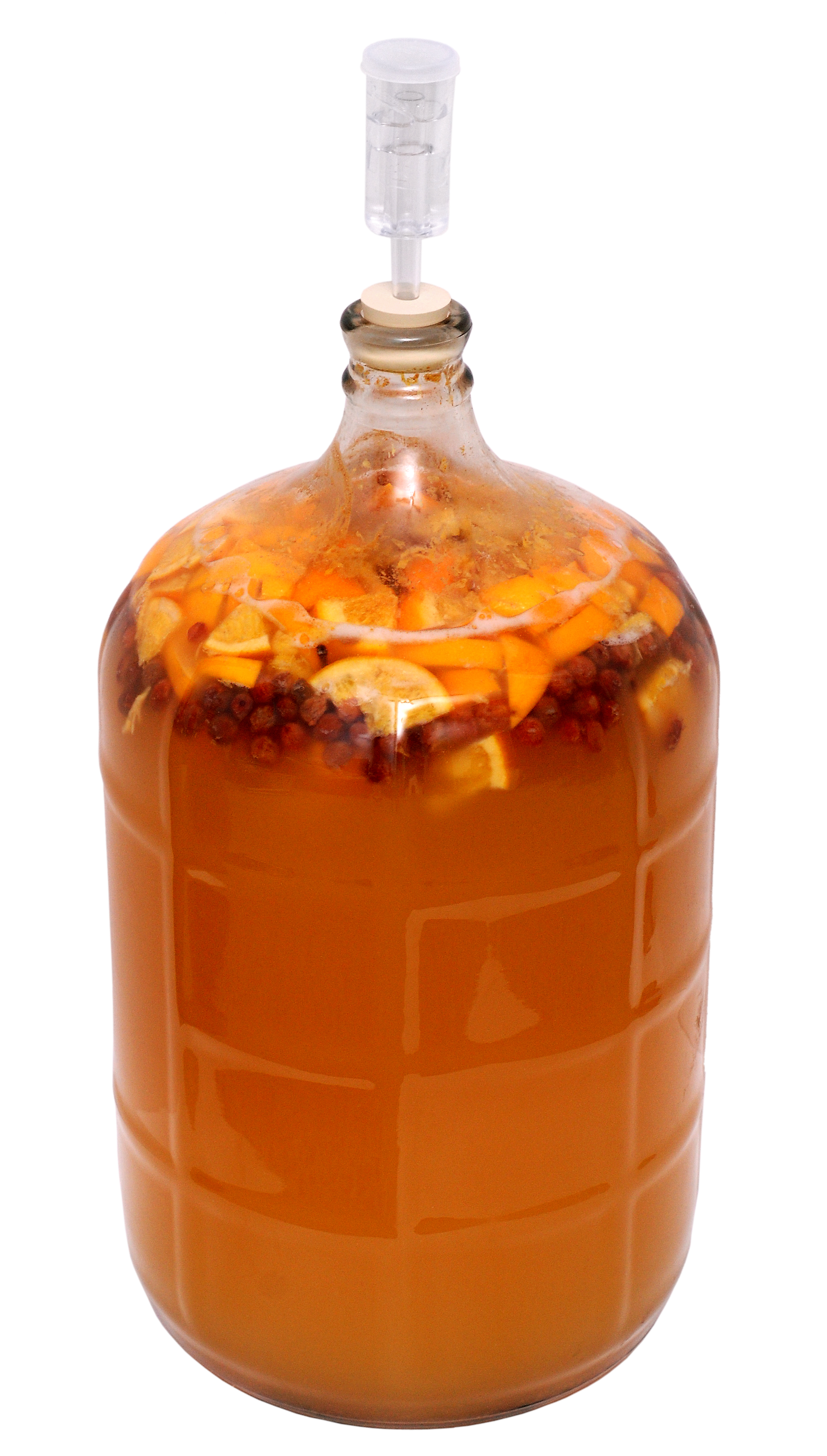
Domácí medovina v nádobě

Medovina je kvašený alkoholický nápoj vyrobený z medu a vody. Medovina se též nazývá medové víno.

## Druhy medoviny
Základními složkami medoviny jsou med a voda. Vodu je ovšem možno nahradit ovocnou šťávou, dále je možno zvolit různé poměry v obou složkách a může se (během kvašení nebo dokvašování) ochutit různými druhy koření. Podle toho se rozlišují následující druhy medoviny:
- metheglin – medovina s přidaným kořením (muškátový oříšek, zázvor, vanilka, skořice aj.)
- melomela – medovina, v níž se místo vody použije ovocná šťáva; používají se rozličné druhy ovoce jako hroznové víno, jižní ovoce, aj.:
  - cyser – melomela, v níž se místo vody použije cider (zkvašený jablečný mošt, alkoholický nápoj, oblíbený především na Britských ostrovech),
  - pyment – melomela, v níž se místo vody použije hroznový mošt,
  - hippocras – pyment s přidaným kořením,
- hydromel – slabší medovina, medovina před konzumací naředěná vodou,
- včelovina – na rozdíl od většiny medovin kvasí v nízkých teplotách okolo 17 °C,[3]
- dezertní medovina – medovina s přídavky cukru, lihu či aromat,[4]
- medové pivo – medovina, vyráběná rychlým kvašením, má nižší obsah alkoholu a je určena k rychlé spotřebě; označení se ovšem používá i pro pivo, vyrobené s přidaným medem (v Česku např. Kvasar nebo Bakalář medový speciál, v Polsku např. Raciborskie Miodowe) a korma,
- míchané nápoje – medovina se přidává do některých koktejlů, jakými jsou např. drambuie (medovina se skotskou whisky) nebo krupnik (vodka s medovinou, polský nápoj),[5]
- med, med pitelný – staré české označení pro medovinu,
- medovina je známa také v některých zemích Afriky, hlavně v Etiopii, kde se nazývá tedž, přidávají se do ní listy řešetláku (Rhamnus prinoides), zvané gešo, které se v Etiopii přidávají i do tradičního piva a vlastně zastupují chmel. Tedž má oproti evropské medovině nakyslou chuť.
- zajímavostí byla jakási obdoba medoviny na Yucatanu za dob vlády Mayů. Tento nápoj se vyráběl z řídkého medu, kterým si dívky vyplachovaly ústa, čímž se do medu dostaly kvasinky.

## Medovina v dějinách
Výroba nápojů ze zkvašeného medu je doložena už v nejstarších kulturách – například ve starověkém Sumeru. Nejstarším doloženým alkoholický nápojem je ale 13 tisíc let staré pivo. Med byl prvním koncentrovaným sladidlem, které mohl člověk získat ještě před tím, než se začal věnovat zemědělství, a proto mohl vyrábět medovinu už od pradávna. Později, kdy začalo převažovat víno a pivo, se medovina stala spíše alternativou k těmto nápojům v oblastech, kde se vinné révě tolik nedařilo. Proto starověkým Řekům a Římanům byla medovina sice známa, ale považovali ji spíše za podřadný, sprostý nápoj. Med ovšem používali k doslazování trpkého vína. Mnohem běžnější byla v té době ve zbytku Evropy, kde se vinná réva pěstovala daleko méně a obilí bylo třeba využívat spíše jako potravinu než jako slad na pivo. Archeologické nálezy dokládají s vysokou pravděpodobností medovinu v Evropě (konkrétně na území Německa) v 5. století př. n. l. Medovina si svůj status víceméně rovnocenného nápoje (vůči pivu a vínu) udržela do 13. století. V 11.–12. století patřily české země k významným exportérům medoviny. Důvody trvalého úpadku zájmu o medovinu od počátku 14. století nejsou ještě zcela jasné, nicméně hlavní příčiny byly zřejmě dvě:
- Mírné globální oteplení, které umožnilo rozšířit pěstování vína i do severnějších částí Evropy. Víno se tak stalo všeobecně oblíbeným nápojem a protože je jeho výroba snazší a tedy levnější než výroba medoviny, začalo se vyvážet do celé Evropy.
- Rozšíření nových druhů alkoholických nápojů, především destilátů, z arabského světa do Evropy v průběhu 12. století. Medovině tak vyvstala nová konkurence.

Zájem o medovinu tak stále více upadal, až se z ní stal poměrně nezvyklý, málo rozšířený nápoj. Nejvíce se tradice výroby medoviny udržuje zřejmě v Polsku. V českých zemích její výroba nikdy zcela nevymizela a dnes už lze opět na trhu sehnat poměrně širokou nabídku různých druhů medoviny. Některé druhy je možné sehnat i v hypermarketech, často se prodává v obchodech se zdravou výživou. Ochutnat medovinu lze především v čajovnách a některých restauracích.
Hojně se vyskytuje i v severské mytologii. Je o ní napsán i příběh o básnické medovině.

## Výroba medoviny
Medovina je oproti vínu na podmínky při výrobě choulostivější, takže je potřeba zachovávat dokonalou čistotu, správnou teplotu atd. Výrobu lze rozdělit na několik hlavních fází:
- vaření
- kvašení
- dokvašování, filtrace a čiření
- dezertace

### Vaření
Medovina se vyrábí z vody a medu, které se smíchají ve zvoleném poměru. Zpravidla se vytvoří roztok s cukernatostí 20–32 %, ale existují i medoviny s vyšší cukernatostí. Směs se povaří, což zahubí plísně a bakterie a vyplaví většinu nečistot. Medovina se většinou vyrábí z méně kvalitního medu (kvalitní med je určen k přímé spotřebě), nicméně pokud do medoviny nebudou přidávány byliny nebo jiná ochucovadla, je kvalita medu důležitým faktorem pro chuť a kvalitu výsledného výrobku. Druh medu má značný vliv na chuť a barvu medoviny – z květového medu je medovina světlá, ze smíšeného středně tmavá, z medovicového velmi tmavá.
Dle normy Český med rozdělujeme medy dle zdroje snůšky na medovicové a květové.

### Kvašení
Ke kvašení se používají čisté kultury různých kmenů vinných kvasinek. Kvasnice se nejprve nechají namnožit v malém množství roztoku (tzv. zákvas) a poté se vmíchají do připravené směsi. K tomu si přidávají některé další látky, které mají zajistit správné kvasné prostředí – kyselina citronová nebo kyselina vinná, živné soli (síran amonný, fosforečnan draselný), vitamíny atd. – velký vliv má opět zvolený druh medu, protože každý med má odlišné kvasící schopnosti. Za teploty 20-27° (podle druhu kvasnic) probíhá bouřlivé kvašení. Kvašení se provádí v běžných vinných sudech, dnes už existují i plastové nebo kovové nádoby určené k tomuto účelu. Pro menší množství medoviny dobře poslouží i skleněný demižon. Kvasit se medovina nechává od jednoho do čtyř týdnů, výjimečně i déle, nicméně příliš dlouhé kvašení kvalitu medoviny snižuje. V minulosti se část zákvasu schovávala k pozdějšímu užití, dnes už se tato technika nedoporučuje, protože to může vést ke zkažení celé várky, takže je lepší na každou medovinu použít čistou kvasinkovou kulturu.

### Dokvašování, filtrace a čiření
Po ukončení bouřlivého kvašení se medovina přefiltruje a přelije do menší nádoby, v níž se nechá dokvašovat. V dřívějších dobách se zpravidla nechávala dokvašovat až dva roky, přičemž se zhruba jednou za tři měsíce odebraly kaly ze dna. V současnosti se v zájmu urychlení procesu dokvašování napomáhá několikerými filtracemi, dokvašování tak probíhá kolem půl roku; dlouhodobé dokvašování už se provádí jen u vysoce kvalitních medovin. Čiření se nazývá úkon, kdy se do medoviny přimíchají některé látky (želatina, tanin, vaječný bílek), které na sebe navážou zbytky nečistot a tím získáme dokonale čistou medovinu. Kromě toho se do medoviny mohou přidat různé směsi koření a dochucovadel, které dodají medovině zamýšlenou chuť. Vzniká tak medovina mandlová, skořicová, oříšková atd.

### Dezertace
Když je medovinař spokojen s fází dokvašování, zbývá medovinu dochutit a dobarvit. Barva medoviny do značné míry závisí na barvě použitého medu. Protože ta se může v různých várkách lišit, většinou se medovina dobarvuje karamelizovaným cukrem, aby měl jeden produkt stále stejný vzhled. Kromě toho se medovina dolihuje na zvolený objem alkoholu – kvašením lze vyprodukovat maximálně cca 13% medovinu. Přidávání lihu do medoviny je proto celkem běžným krokem (na rozdíl např. od vína). Přidáním lihu se proces dokvašování téměř zastaví, takže se medovina může stočit do lahví a výroba je tak ukončena.
Dezertace je negativním aspektem výroby medoviny, kdy medovinař nezvládl vyprodukovat dostatečně kvalitní produkt. Dobarvení karamelem je jednoznačně zbytečné, neboť karamel medovinu proslazuje a upozaďuje chuť medu. Často se tedy těchto praktik užívá k zamaskování jakýchkoliv nedostatků. Pokud je počáteční roztok medoviny dostatečně cukernatý a nechá se prokvasit, není třeba dolihování. K zastavení kvašení používáme mírný stupeň síření, čiření a vyšší stupeň filtrace.

### Nestandardní postupy
Uvedený postup je třeba chápat jako osu výroby, nicméně v jednotlivých krocích je výroba medoviny značně variabilní. Zde je uvedeno několik odchylek od tohoto postupu:
- vaření – tzv. královská medovina se nevaří, díky čemuž je v medu zachováno maximum výživných látek; vyrábí se z vysoce kvalitního medu, který se různými způsoby pročišťuje,
- kyseliny – kyselina citrónová nebo vinná se nemusejí přidávat do melomely, protože ovocné šťávy zajišťují kyselé prostředí samy o sobě,
- koření – koření se může do medoviny přidat už během vaření (především chmel) nebo během bouřlivého kvašení,
- dolihování – u méně kvalitních medovin se dolihování provádí hned po ukončení bouřlivého kvašení a filtraci, takže fáze dokvašování zde už téměř neprobíhá; i tak se ovšem medovina nechává několik měsíců „zrát“,
- medové pivo – místo vinných kvasnic se použijí pivní kvasnice, kvasný proces tak probíhá rychleji a medovina se stáčí do lahví ještě v průběhu kvašení, takže po otevření medovina obsahuje bublinky a vytváří pěnu,
- šumivá medovina – stejně jako medové pivo se stáčí ještě nedokvašená (nebo se nechá v lahvi druhotně kvasit pomocí přidání malého množství kvasinek).

### Kvalita medoviny
U medoviny není tak vytříbená kultura chuti, jako je tomu u vína. Barva medoviny je značně variabilní. Medovina se pije vychlazená, některé druhy se pijí ohřáté. V lahvi může být medovina lehce zakalená, ale po nalití do sklenice se kal musí ihned usazovat. Pokud ve sklenici plave, výrobek zřejmě není kvalitní – k zákalu dochází buď nečistotou nebo teplotními výkyvy při výrobě. I běžně vyrobená medovina může být lehce šumivá. Oproti suchému vínu jde o poněkud sladší nápoj („suché“ medoviny jsou poměrně málo rozšířené), který je vhodný jako aperitiv nebo dezertní nápoj. Nejdůležitější je kontrolovat, jestli týž výrobek má stále stejné vlastnosti – stejná značka medoviny by se neměla lišit barvou, chutí, šumivostí apod.

## Medovec
Destilací medoviny se vyrábí pálenka zvaná medovec.